# Treasure EP.3: One to All
Treasure EP.3: One to All è il terzo EP della boy band sudcoreana Ateez, pubblicato nel 2019.

## Tracce
1. Utopia – 3:59 (Eden, Leez, Buddy, Hongjoong, Mingi)
2. Illusion – 3:30 (Eden, Leez, Buddy, Hongjoong, Mingi)
3. Crescent – 0:46
4. Wave – 3:23 (Eden, Leez, Buddy, Hongjoong, Mingi)
5. Aurora – 3:24 (Eden, Hongjoong, Ollounder, Leez, Buddy, Mingi)
6. Dancing Like Butterfly Wings – 3:02 (Eden, Ollounder, Leez, Hongjoong, Mingi)